# Kieran Tierney
Kieran Tierney (* 5. Juni 1997 in Douglas, Isle of Man) ist ein schottischer Fußballspieler, der ab Juli 2025 bei Celtic Glasgow unter Vertrag steht und für die schottische Fußballnationalmannschaft als Außenverteidiger spielt.

## Karriere

### Verein
Kieran Tierney begann seine Fußballkarriere in der Jugend von Celtic Glasgow. Für die Youth Academy der Hoops absolvierte Tierney Einsätze im Glasgow Cup und der UEFA Youth League 2013/14. Er debütierte für die Profimannschaft der Bhoys unter dem Norweger Ronny Deila am 33. Spieltag der Saison 2014/15 gegen den FC Dundee. Er wurde dabei in der 81. Spielminute für Emilio Izaguirre eingewechselt. Am 37. Spieltag, Mitte Mai stand der 17-jährige in der Startelf gegen den FC St. Johnstone. Während der Saison 2015/16 konnte sich Tierney den Stammplatz von Emilio Izaguirre als Linksverteidiger erkämpfen. Am letzten Spieltag der Saison gelang Tierney gegen den FC Motherwell sein erstes Profitor. Mit Celtic gewann er nach 2015 zum zweiten Mal die schottische Meisterschaft. Im Juni 2016 verlängerte er seinen Vertrag bei den Bhoys um weitere fünf Jahre, bis 2021. Im Jahr 2017 gewann er mit Celtic das Double aus Meisterschaft und Ligapokal. Im August 2017 führte er als 20-Jähriger erstmals die Mannschaft der Bhoys als Kapitän auf das Spielfeld. Im gleichen Jahr verlängerte er seinen Vertrag vorzeitig bis 2023.
Im August 2019 verließ er nach vierzehn Jahren Glasgow. Er wechselte für eine Ablösesumme von 25 Millionen £ zum englischen Erstligisten FC Arsenal. Tierney verpasste zunächst den Beginn der Saison 2019/20, nachdem er sich im Mai 2019 an beiden Leisten hatte operieren lassen und debütierte dann für die „Gunners“ am 24. Oktober 2019 im Ligapokal gegen Nottingham Forest. Gut einen Monat später gab er beim 2:2 gegen Crystal Palace seinen Einstand in der Premier League. Der sportliche Durchbruch im neuen Verein gelang ihm vor allem nach der Pause aufgrund der Covid-19-Pandemie. Am 1. August 2020 stand er in der Startelf, die im Endspiel des FA Cups den FC Chelsea besiegte. Im Sommer 2023 wurde er an Real Sociedad verliehen. Im Sommer 2025 verließ er Arsenal. Er wechselte zurück zu seinem Jugendverein Celtic Glasgow und unterschrieb dort einen Vertrag bis 2030.

### Nationalmannschaft
Kieran Tierney spielte im Jahr 2015 dreimal in der schottischen U-19. Gegner waren dabei, Bulgarien, Slowenien und Irland. Im März 2016 debütierte der 18-jährige Tierney für die schottische A-Nationalmannschaft gegen Dänemark. Im November 2017 führte er die Nationalelf als Kapitän im Testspiel gegen die Niederlande. Zur Fußball-Europameisterschaft 2021 wurde er in den schottischen Kader berufen, kam aber mit diesem nicht über die Gruppenphase hinaus.

## Erfolge
Celtic Glasgow
- Schottischer Meister (5): 2015, 2016, 2017, 2018, 2019
- Schottischer Pokalsieger (3): 2017, 2018, 2019
- Schottischer Ligapokal (3): 2017, 2018, 2019

FC Arsenal
- Englischer Pokalsieger (1): 2020
- Englischer Supercupsieger (1): 2020